# Sprain
Sprain — американський експериментальний рок гурт із Лос-Анджелеса, Каліфорнія, створений у 2018 році.
Гурт випустив два студійних альбоми та один мініальбом, а потім раптово розпався у 2023 році, через місяць після виходу другого альбому, The Lamb as Effigy.

## Історія
Гурт Sprain був створений в Лос-Анджелесі Алексом Кентом і Ейпріл Герлофф на початку 2018 року.
Їх однойменний дебютний мініальбом, випущений у серпні 2018 року, був натхненний жанром slowcore, особливо такими гуртами, як Low і Duster.
Запросивши двох нових учасників, Макса Прецера на барабанах і Сільві Сіммонс на другій гітарі, вони почали працювати над своїм дебютним студійним альбомом.
У грудні 2019 року гурт Sprain підписав контракт із звукозаписним лейблом The Flenser.
Дебютний студійний альбом гурту, As Lost Through Collision, випущений у вересні 2020 року, показав, що гурт грає голоснішу та агресивнішу музику завдяки більшій кількості учасників.
У 2023 році барабанщик Макс Прецкер був замінений перкусіоністом Клінтом Додсоном. Другий альбом гурту Sprain, The Lamb as Effigy, був випущений у вересні 2023 року. Майже двогодинний альбом був розроблений завдяки напруженим концертним виступам протягом попередніх років.
16 жовтня 2023 року гурт раптово оголосив про розпуск у своїх акаунтах у соціальних мережах. Після оголошення про розпуск гурту Sprain, басистка Ейпріл Герлофф розповіла, що її вигнали з гурту три тижні тому.

## Музичний стиль
Музика гурту була класифікована як експериментальний рок, нойз-рок, а стиль їхніх перших робіт класифікували як slowcore.

## Склад гурту
Остаточний склад
- Алекс Кент (Alex Kent) — вокал, гітара, фортепіано (2018–2023)
- Ейпріл Герлофф (April Gerloff) — бас-гітара, синтезатор, інженер (2018–2023)
- Сільві Сіммонс (Sylvie Simmons) — гітара (2019–2023)
- Клінт Додсон (Clint Dodson) — ударні, перкусія (2023)[7]

Попередні учасники
- Макс Прецкер (Max Pretzker) — ударні (2019–2023)

## Дискографія

### Студійні альбоми
- As Lost Through Collision (2020; The Flenser)
- The Lamb as Effigy (2023; The Flenser)

### Мініальбоми
- Sprain (2018; Joyless Youth)

### Сингли
- "Anything" (2018)
- "True Norwegian Black Metal" (2018)
- "Worship House" (2020)
- "Constant Hum" (2020)
- "Man Proposes, God Disposes" (2023)
- "Privilege of Being" (2023)
- "We Think So Ill of You" (2023)